# 디지털 카드
디지털 카드(digital card)라는 용어는 카메라의 메모리 카드와 같은 물리적 항목을 의미할 수 있으며, 2017년 이후에는 물리적 카드의 디지털 가상 표현인 가상 카드(virtual card) 또는 클라우드 카드(cloud card)로 호스팅되는 디지털 콘텐츠를 의미할 수도 있다. 신원 관리, 신용카드, 직불 카드, 운전면허증 등 공통 목적을 공유한다. 비물리적 디지털 카드는 자기 띠 카드와 달리 모든 종류의 카드를 에뮬레이션(모방)할 수 있다.
스마트폰이나 스마트워치는 카드 발급기관의 콘텐츠를 저장할 수 있다. 할인 제안과 뉴스 업데이트는 인터넷을 통해 무선으로 전송될 수 있다. 이러한 가상 카드는 종이 기반 티켓과 이전의 자기 스트립 카드를 대체하여 대중 교통 부문에서 매우 많은 양으로 사용된다.

## 역사

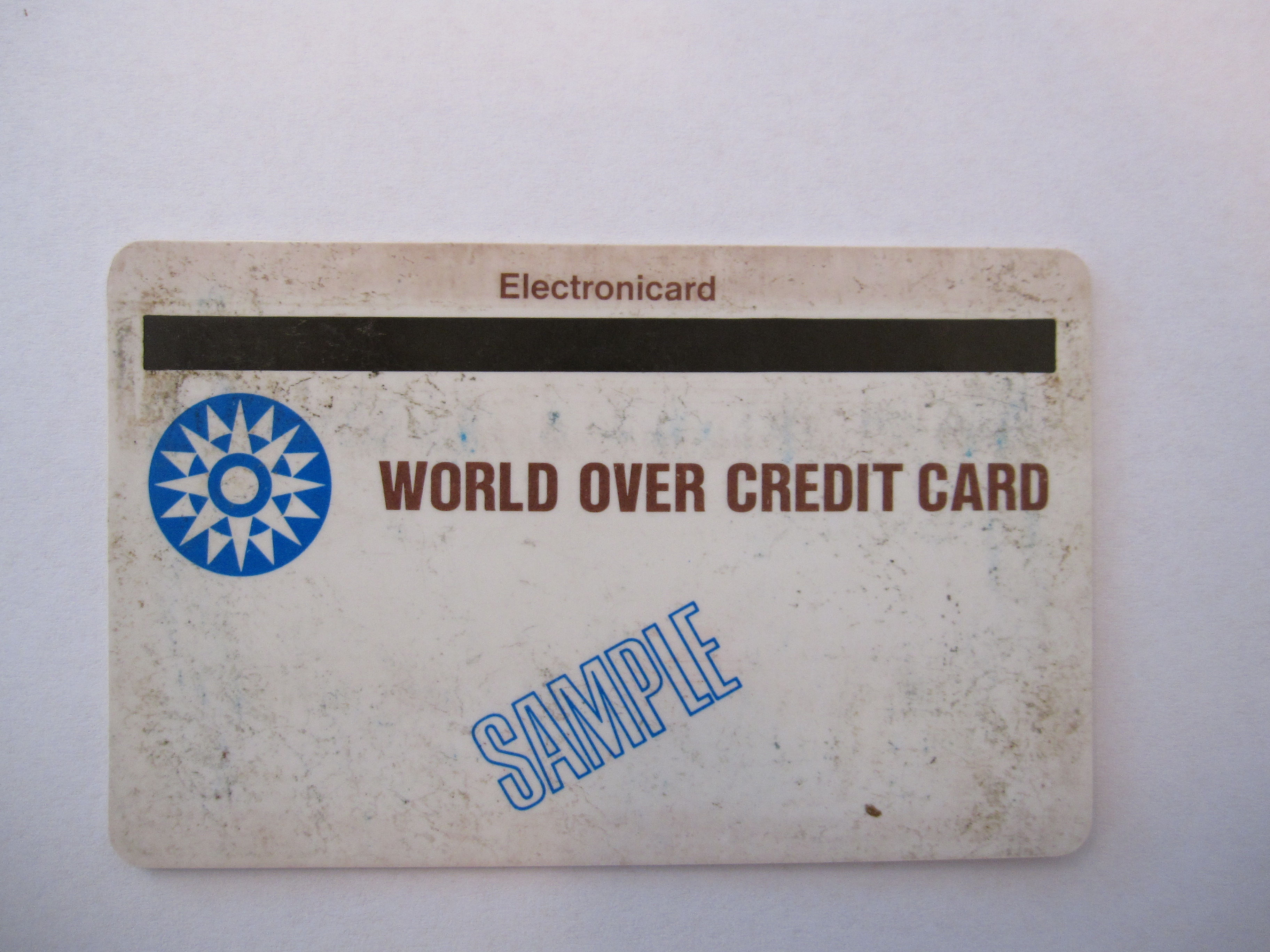
첫 번째 마그네틱 스트라이프 플라스틱 신용카드의 앞면. 좁은 자기 띠는 카드 앞면에 있다. 나중에 뒷면으로 전환되었다.

강철 테이프와 와이어에 자기(마그네틱)를 기록하는 방법은 1900년경 덴마크의 발데마르 폴센이 오디오 녹음을 위해 발명한 것이다. 1950년대에는 산화철로 코팅된 플라스틱 테이프에 디지털 컴퓨터 데이터를 자기적으로 기록하는 방법이 발명되었다. 1960년에 IBM은 자기 테이프 아이디어를 바탕으로 보안 시스템에 대한 미국 정부와의 계약의 일환으로 자기 띠를 플라스틱 카드에 고정하는 안정적인 방법을 개발했다. 다양한 국제 표준화 기구 표준인 ISO/IEC 7810, ISO/IEC 7811, ISO/IEC 7812, ISO/IEC 7813, ISO 8583 및 ISO/IEC 4909는 이제 크기, 유연성, 자기 띠 위치, 자기 특성 및 데이터 형식. 이러한 표준은 또한 다양한 카드 발급 기관에 대한 카드 번호 범위 할당을 포함하여 금융 카드의 특성을 지정한다.
성능이 뛰어나고 항상 휴대하는 스마트폰, 핸드헬드, 스마트워치의 형태로 기술이 발전하면서 "디지털 카드"라는 용어가 도입되었다.
2011년 5월 26일 구글은 디지털 카드가 포함된 클라우드 호스팅 구글 월렛의 자체 버전을 출시했다. 이 카드는 처음에 플라스틱 카드가 없어도 온라인으로 만들 수 있지만 현재 모든 판매자가 플라스틱 카드와 디지털 카드를 모두 발행하고 있다. 오스트레일리아의 윌(Weel), 미국의 프라이버시(Privacy)와 같이 다양한 지역에 여러 가상 카드 발급 회사가 있다.

## 같이 보기
- 접근 제어
- 학생증
- 크리덴셜
- 카드 번호의 구성
- 신분증
- 프린터
- 물리 보안
- 보안
- 스마트카드
- 선불카드